# Babes (Film)
Babes ist eine Filmkomödie von Pamela Adlon. Der Film mit Ilana Glazer und Michelle Buteau in den Hauptrollen feierte im März 2024 beim South by Southwest Film Festival seine Premiere und kam im Mai 2024 in die US-Kinos.

## Handlung
Eden und Dawn kennen sich seit ihrer Kindheit und sind zusammen in New York City aufgewachsen. Eden ist Yogalehrerin. Sie nutzt ihre Wohnung als ein Studio. Dawn ist Mutter von zwei Kindern und eine erfolgreiche Zahnärztin, die versucht, sich in der Welt der Zahnmedizin einen Namen zu machen.
Als Eden mit der U-Bahn nach Hause fährt, lernt sie Claude kennen. Er hat ihr die Tür offen gehalten. Die beiden beginnen ein Gespräch und stellen fest, dass sie viel gemeinsam haben, und sie verabreden sich. Sie treffen sich und essen Sushi, verbringen die Nacht zusammen und haben Sex.
Einen Monat später stellt Eden fest, dass sie schwanger ist. Sie glaubte, nicht schwanger werden zu können, befand sie sich beim Sex doch in ihrem Menstruationszyklus. Nun verlässt sich Eden ganz auf ihre beste Freundin Dawn, denn die kennt sich mit Schwangerschaften und allem was danach kommt bestens aus.

## Produktion

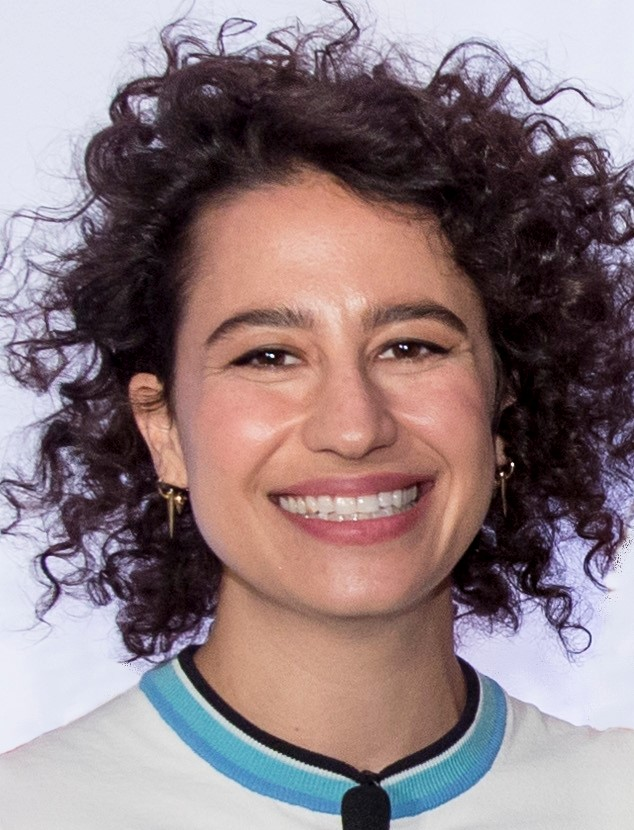
Ilana Glazer spielt Eden

Bei Babes handelt es sich um Spielfilmregiedebüt der Schauspielerin und Synchronsprecherin Pamela Adlon. Das Drehbuch schrieb Ilana Glazer gemeinsam mit Josh Rabinowitz. Glazer spielt auch in der Hauptrolle die nach einem One-Night-Stand schwangere Eden. Michelle Buteau spielt ihre Freundin Dawn. Stephan James spielt Edens One-Night-Stand Claude. In weiteren Rollen sind Hasan Minhaj als Dawns Ehemann und John Carroll Lynch als Edens Arzt zu sehen.
Die Filmmusik komponierten Jay Lifton und Ryan Miller, die zuletzt für den Film Weihnachtsgeschenke von Tiffany von Daryl Wein zusammenarbeiteten.
Die Rechte für die USA sicherte sich das Independent-Film-Produktions- und Vertriebsunternehmen Neon. Die Weltpremiere des Films fand am 9. März 2024 beim South by Southwest Film Festival statt. Im April 2024 wurde Babes beim Miami Film Festival vorgestellt. Anfang Mai 2024 wurde er beim Chicago Critics Film Festival gezeigt und hiernach beim Seattle International Film Festival. Am 17. Mai 2024 kam der Film in die US-Kinos. Im August 2024 wird er beim Melbourne International Film Festival vorgestellt.

## Rezeption

### Kritiken
Von den bei Rotten Tomatoes aufgeführten Kritiken sind 88 Prozent positiv bei einer durchschnittlichen Bewertung mit 7,3 von 10 möglichen Punkten. Bei Metacritic erhielt der Film einen Metascore von 72 von 100 möglichen Punkten.

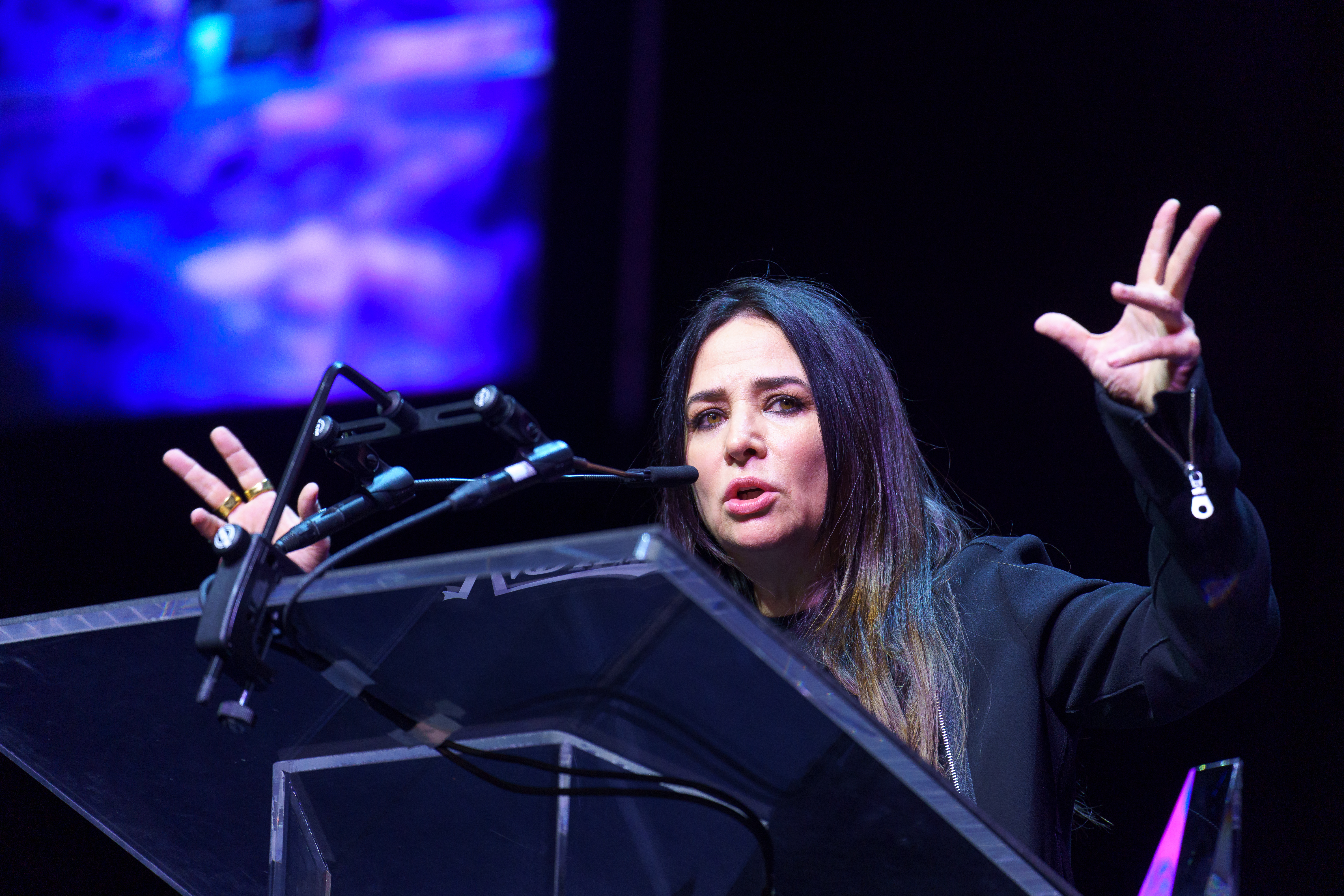
Regisseurin Pamela Adlon im März 2024 beim South by Southwest Film Festival

Matthew Creith schreibt in seiner Kritik für The Wrap, Pamela Adlon wisse, was es braucht, um eine gute Komödie zu machen, da sie schließlich als Schauspielerin und Autorin seit Jahrzehnten im Comedy-Bereich tätig ist. Sie treffe genau den richtigen Ton, und auch ihre Hauptdarstellerin Ilana Glazer sei ein komödiantisches Genie. Sie verstünden es, was es bedeutet, weibliche Figuren auf sinnvolle und oft schlüpfrige Weise in den Vordergrund zu rücken.

### Auszeichnungen
Columbus Film Critics Association Awards 2024
- Nominierung als Beste Filmkomödie für den Frank Gabrenya Award[16]

Miami Film Festival 2024
- Nominierung für den Jordan Ressler First Feature Award[9]

South by Southwest Film Festival 2024
- Nominierung für den Publikumspreis (Pamela Adlon)